# Grüngiebing

Ansicht von Grüngiebing von Ostsüdost

Der Kirchweiler Grüngiebing ist ein Gemeindeteil von Obertaufkirchen.
Er liegt etwa in der Mitte zwischen Schwindegg, Schwindkirchen und Oberornau im Gattergebirge im oberen Mainbachtal.

## Geschichte

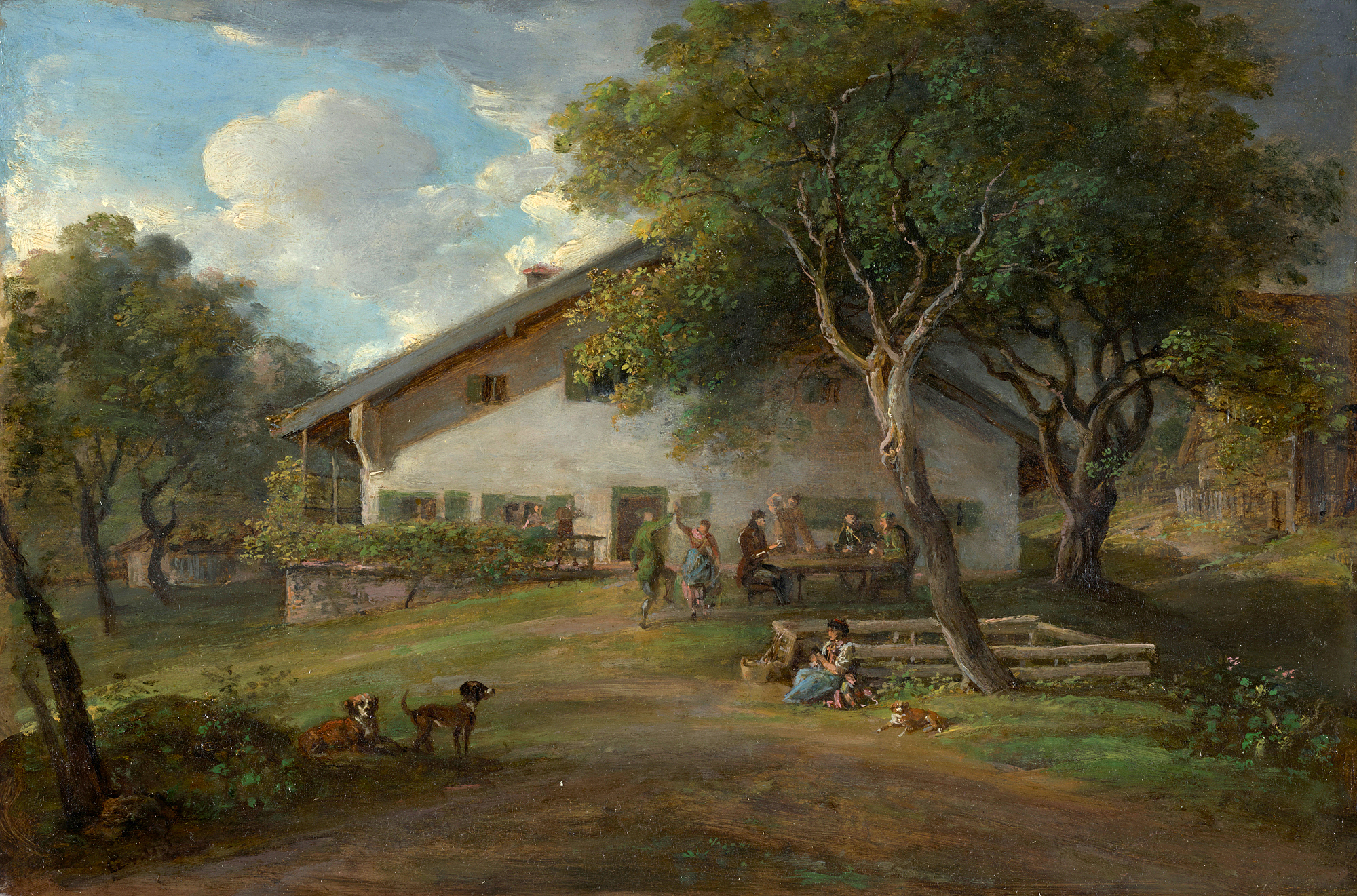
Gemälde Johann Georg von Dillis’ von seinem Geburtshaus in Gmain, Ortsteil von Dorfen (1803)

Der im Mittelalter entstandene Ort hieß ursprünglich Margarethengiebing, mit der Zeit wurde daraus Gretengiebing. Im Grundkataster aus dem zweiten Viertel des 19. Jahrhunderts hieß der Weiler bereits Grüngiebing. In Grüngiebing war im Hochmittelalter einer der beiden Sitze des ab 935 erstmals erwähnten Ministerialengeschlecht Giebinger der Regensburger Kirche St. Emmeram, der andere war in Hofgiebing. Erwähnungen der Familie im späten Hochmittelalter standen im Zusammenhang mit den ehemals zum Hochstift Salzburg gehörenden Klöstern Gars und Au am Inn. Mit Saxo von Giebing starb das Rittergeschlecht um 1300 im Männerstamm aus, der Besitz ging anschließend an den bayerischen Herzog Otto III.
Im Jahr 1760 wurden die 4 Anwesen des Weilers mit den Hofbesitzern und Hofgrößen wie folgt verzeichnet: Kienzlpaur ½-Hof, Hopf ¼-Hof, Hauspfleger ¹/16-Hof und Pichlmayr ⅛-Hof.
Im Zuge der Neuordnung Bayerns (Gemeindeedikt 1818) wurde der Ort, der zu der seit dem ausgehenden Mittelalter bis zur Mediatisierung Bayerns im Jahr 1803 bestehenden Hofmark Hofgiebing gehörte, der Gemeinde Oberornau und somit dem Bezirksamt Wasserburg zugeschlagen. Am 1. Juli 1972 kam Grüngiebing mit der Gemeinde Oberornau im Zuge der Gemeindegebietsreform zur Gemeinde Obertaufkirchen.

## Baudenkmäler

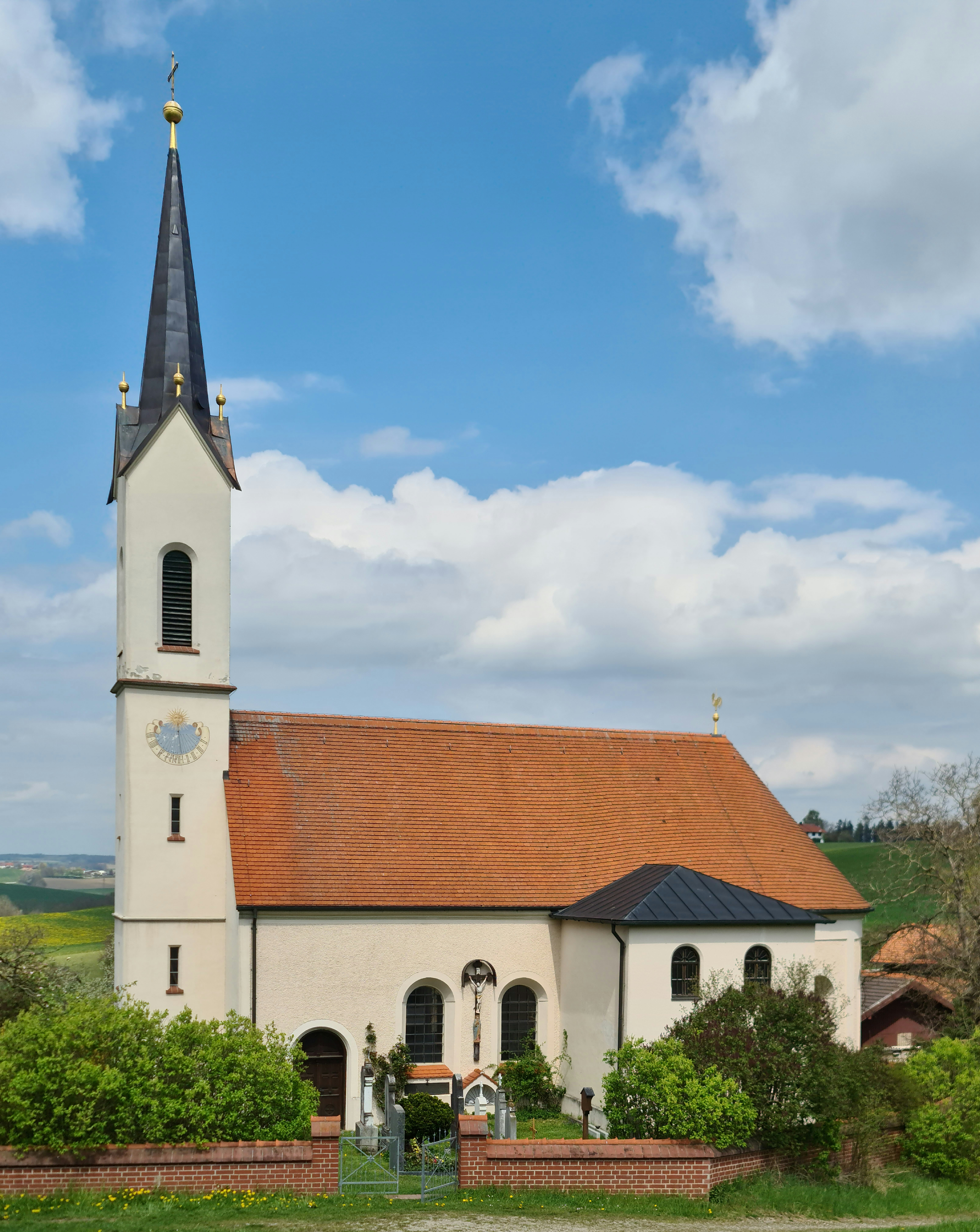
St. Margareth in Grüngiebing

### St. Margareth
Zur Pfarrei Schwindkirchen gehört die Kirche St. Margareth. Die Kirche gehörte bis 1878 zur Pfarrei Obertaufkirchen und mit ihr bis 1817 zum Bistum Salzburg. Das Erbauungsjahr der gotischen Kirche ist unbekannt. Eine im 18. Jahrhundert beliebte Rotunde weist jedoch auf frühbarocke, italienische Vorbilder hin. Der Turm wurde 1871 neu aufgeführt. Das Langhaus der Kirche hat drei Joche, daran schließt sich ein geräumiger Zehneckbau als Chor an. Wände und Gewölbe sind noch gotisch, die Rippen wurden jedoch bei der barocken Umgestaltung abgeschlagen. Der Chor hat ein gedrücktes Kuppelgewölbe mit Stichkappen. Die Sakristei ist an der Südseite des Chors angebaut, mit einem Oratorium im Obergeschoss. Durch die Säkularisation dürften Leuchter, Kanontafeln, Tabernakel und Skulpturen der Evangelisten in die Kirche gekommen sein und stellen besondere Schmuckstücke dar.

### Grüngiebing 4
Der Wohnteil des Bauernhofs Grüngiebing 4 ist ein zweigeschossiger Flachsatteldachbau mit Blockbaukniestock, bezeichnet mit dem Jahr 1783 über der Tür und mit dem Jahr 1841 am Giebel. Der Hof ist in einem verwahrlosten Zustand, das Gebäude wird nicht mehr bewohnt, der Wirtschaftsteil ist komplett zugewachsen sowie Teile des Wohnteils, unter anderem der Hauseingang.

## Bevölkerungsentwicklung
Im Jahr 1864 gab es in Grüngiebing 26 Einwohner in insgesamt 13 Gebäuden, und bei der Viehzählung 1873 gab es 4 Pferde und 32 Rinder. Im Mai 1987 lebten dort 11 Einwohner in drei Wohngebäuden.
| Jahr      | 1864 | 1871 | 1925 | 1950 | 1970 | 1987 |
| Einwohner | 26   | 20   | 23   | 24   | 21   | 11   |

Grüngiebing 1, nördliche Außenseite
Grüngiebing 1, südliche Hofseite
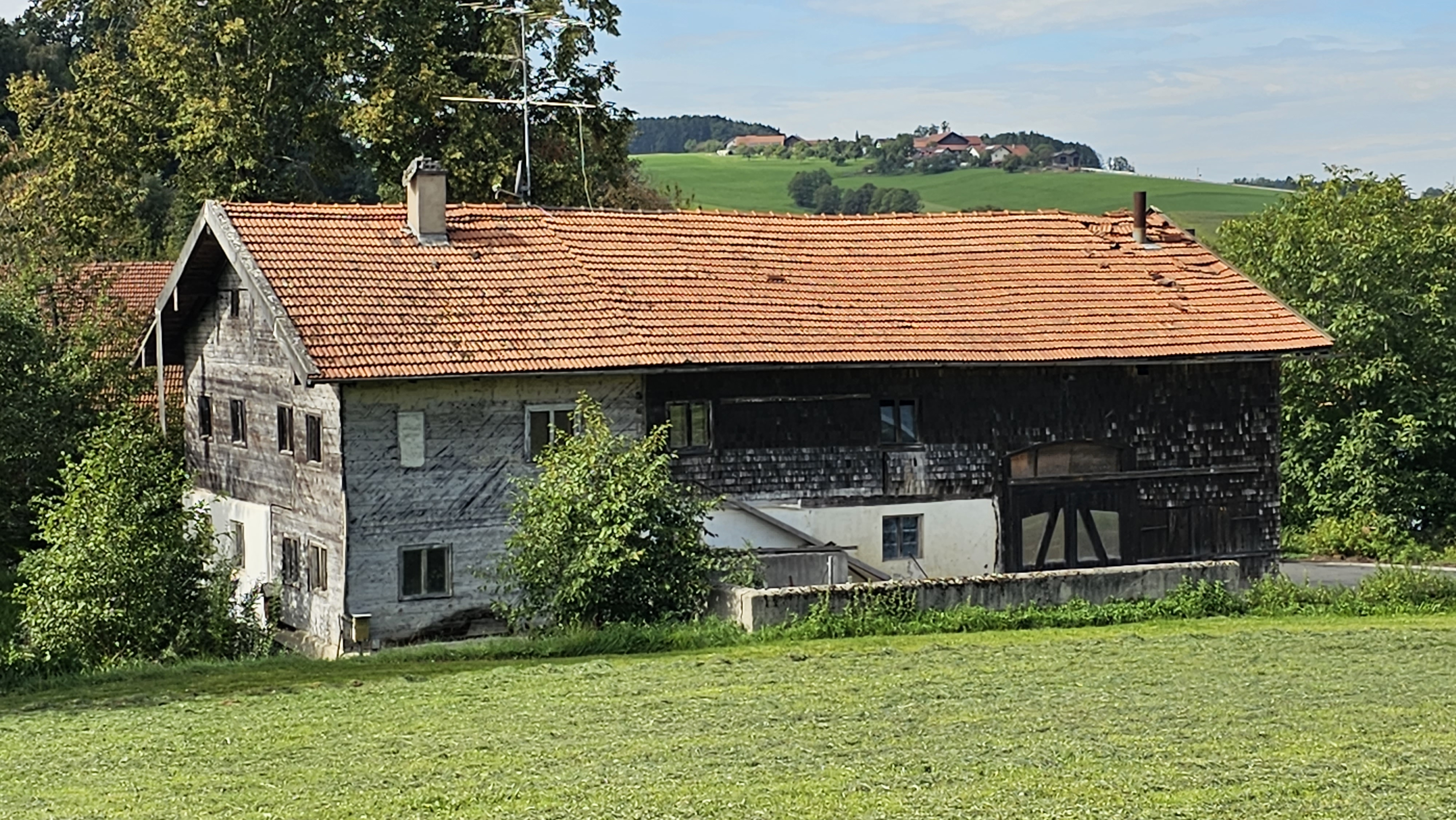
Grüngiebing 3
Grüngiebing 4, Gesamtansicht ohne gegenüberliegende Remise

## Persönlichkeiten
- Josef Hanslmeier (1914–1977), Theologe und Philosoph, geboren in Grüngiebing